# Малые песчанки
Малые песчанки или гребенщиковые (лат. Meriones) — род грызунов подсемейства песчанковых семейства мышиных.
Мелкие грызуны, похожие на крыс. Максимальная длина тела составляет 15—18 см. Мордочка заострённая, глаза довольно крупные. Уши большие. Хвост опушенный, с удлинёнными волосами на конце. Следы очень похожи на крысиные, но более округлые; длина прыжка — до 30 см. Окраска верха тела однотонная, охристо-песчаных тонов, без полос или пятен; только под глазами, на щеках и за ушами могут быть светлые пятна.
Распространены в пустынных степях, полупустынях и пустынях Евразии и Северной Африки. Образ жизни типичен для песчанок. Обитают в норах; преимущественно растительноядны. Вредят растениям, укрепляющим пески. Вред, причиняемый сельскохозяйственным культурам, невелик. Имеют серьёзное эпидемиологическое значение: в норах песчанок формируется своеобразный биоценоз, беспозвоночные которого играют первостепенную роль в формировании природных очагов зоонозных заболеваний (зоонозный кожный лейшманиоз), включая особо опасные инфекции (чума).

## Список видов
Род включает 4 подрода и 17 видов, 3 из которых обитают в России (тамарисковая, монгольская и полуденная песчанка).
- Род Малые песчанки (Meriones)[1]
  - Подрод Meriones
    - Тамарисковая песчанка (Meriones tamariscinus)
- Подрод Parameriones
  - Персидская песчанка (Meriones persicus)
  - Королевская песчанка (Meriones rex)
- Подрод Pallasiomys
  - Аравийская песчанка (Meriones arimalius)
  - Песчанка Ченга (Meriones chengi)
  - Песчанка Сундевалла (Meriones crassus)
  - Армянская песчанка (Meriones dahli)
  - Meriones grandis
  - Краснохвостая песчанка (Meriones libycus)
  - Полуденная песчанка (Meriones meridianus)
  - Песчанка Бакстона (Meriones sacramenti)
  - Африканская песчанка (Meriones shawi)
  - Переднеазиатская песчанка (Meriones tristrami)
  - Когтистая песчанка (Meriones unguiculatus)
  - Песчанка Виноградова (Meriones vinogradovi)
  - Песчанка Зарудного (Meriones zarudnyi)
- Подрод Cheliones
  - Индийская песчанка (Meriones hurrianae)